# Will (中森明菜のアルバム)
『will』（ウィル）は、日本の歌手中森明菜の19枚目のスタジオ・アルバム。このアルバムは1999年12月1日にTHIS ONE（ガウスエンタテインメント）よりリリースされた (CD: GRCO-3003)。

## 背景
『will』は、中森がガウスエンタテインメント在籍時に最後に発表したスタジオ・アルバムで、1999年12月1日にCD (GRCO-3003)でリリースされた。本作のサウンド・プロデュースは、藤原いくろうが手掛けた。レコーディングは、VICTOR STUDIO、TOWERSIDE STUDIO、DK STUDIOで行われた。収録内容は、本作からの先行シングルおよび同時発売となったシングルの3曲を収録した。また、1998年6月発表の前スタジオ・アルバム『SPOON』収録曲の「幻惑」、同アルバム収録のシングル「帰省 〜Never Forget〜」と「嵐の中で」のリミックス・バージョンを収録した。さらに、1999年8月18日発売の『ウィザードリィ 〜DIMGUIL〜』のサウンドトラック盤『ウィザードリィ 〜DIMGUIL〜 ORIGINAL SOUND TRACK』収録曲の「月の微笑」を収録した。本作オリジナルの新曲は、「garnet」、「Pretend」、「こんなにも…」の3曲である。
同サウンドトラック盤には、本作にも収録された「月の微笑」を含む2バージョン（ギターバージョン、オーケストラバージョン）が収録されている。本作では"〜Accoustic Version"という表記だが、同サントラ盤のギターバージョンと同じ内容である。
ガウスエンタテインメントは、2005年7月1日に徳間ジャパンコミュニケーションズに吸収合併されている。

## シングル
「とまどい」が、本作からのリード・シングルとして1998年9月23日に発売された。この楽曲はTBS系ドラマ『39歳の秋』主題歌である。続いて本作から2枚目となったシングル「オフェリア」が1999年1月21日に発売された。この楽曲は、中森主演の日本テレビ・よみうりテレビ系ドラマ『ボーダー 犯罪心理捜査ファイル』のオープニング・テーマ曲である。さらに、本作から3枚目のシングルとなった「Trust Me」が本作と同日の1999年12月1日に発売された。同曲は、本作ではアルバム・バージョンとシークレット・トラックが収録された。

## 批評
『CDジャーナル』はスタジオ・アルバム『will』について、中森の持ち味に合った音でまとまりのある作品とコメントした。

## チャート成績
『will』は、オリコン週間アルバムチャートで最高順位52位を記録し、同チャートに計1週ランクインした。

## 収録曲
| #         | タイトル                                    | 作詞           | 作曲         | 編曲           | 時間  |
| --------- | ------------------------------------------- | -------------- | ------------ | -------------- | ----- |
| 1.        | 「tobira 〜OVERTURE」                       |                | 藤原いくろう | 藤原いくろう   | 1:07  |
| 2.        | 「garnet」                                  | 田辺智沙       | 田辺智沙     | 藤原いくろう   | 4:12  |
| 3.        | 「Trust Me 〜all' espanola」                | 夏野芹子       | 原一博       | 藤原いくろう   | 3:53  |
| 4.        | 「Pretend」                                 | 野上ゆかな     | 山本姫子     | 藤原いくろう   | 4:21  |
| 5.        | 「嵐の中で 〜misterioso "A"」               | 夏野芹子       | ORIGA        | 岩﨑元是       | 4:20  |
| 6.        | 「幻惑 〜amabile "A"」                      | 夏野芹子       | 小林明子     | 岩崎元是       | 4:32  |
| 7.        | 「帰省 〜Never Forget〜 Taste "A" Version」 | 鈴康寛・atsuko | 鈴康寛       | 藤原いくろう   | 5:57  |
| 8.        | 「こんなにも…。」                           | atsuko         | 前田克樹     | 藤原いくろう   | 5:07  |
| 9.        | 「月の微笑 〜Accoustic Version」            | 夏野芹子       | 藤原いくろう | 藤原いくろう   | 4:22  |
| 10.       | 「will」                                    |                |              |                | 1:30  |
| 11.       | 「とまどい」                                | 森浩美         | juni         | Max Brightston | 3:59  |
| 12.       | 「オフェリア」                              | 下郷亜紀       | 島野聡       | 上出優之利     | 3:54  |
| 13.       | 「Trust Me」(secret track)                  | 夏野芹子       | 原一博       | 藤原いくろう   |       |
| 合計時間: | 合計時間:                                   | 合計時間:      | 合計時間:    | 合計時間:      | 52:02 |

## クレジット
『will』のライナー・ノーツより
ミュージシャン
| - 藤原いくろう：キーボード (M-1-4、7-8) - 千代正行：G.Guit (M-1、3、5-6、10)、アコースティック・ギター (M-2、4) - 森安信夫：マニピュレーター (M-1-4、8) - 奥原秀明：ミックス (M-1-3、7) - 松原正樹：エレクトリック・ギター (M-2、4-6、8) - Seiji Sekine：ミックス (M-4-6、8) | - 岩﨑元是：キーボード (M-5-6)、マニピュレーター (M-6) - 角田順：エレクトリック・ギター (M-7) - 中山信彦：マニピュレーター (M-7) - 河合夕子：コーラス (M-7) - 佐々木久美：コーラス (M-7) - Ariya：フェイクボーカル (M-7) |

スタッフ
| - プロデューサー & ディレクター：Kazuhiro Chiba (Gauss Entertainment "A&R) - サウンド・プロデュース：藤原いくろう (ON THE ZOU Rock) - レコーディング・エンジニアズ：奥原秀明、Seiji Sekine、Naoki Ibaraki (VICTOR STUDIO) - Recorded & Mixed at VICTOR STUDIO、TOWERSIDE STUDIO、DK STUDIO - Mixed by 奥原秀明・Seiji Sekine (VICTOR STUDIO) - アシスタント・エンジニアズ：Hiroaki Yasuda, Yutaka Yamamoto (VICTOR STUDIO)、Masaho Takeda、Takahiro Suzuki (TOWERSIDE STUDIO)、Yukitake Matsumoto (DK STUDIO)、Masatoshi Sakimoto (little BACH STUDIO) - マスタリング・エンジニア：Kazushige Yamazaki (VICTOR STUDIO) - プロダクト・コーディネーション：Takashi Yoko, Noriko Sekiya, Akihiko Hara (MUSIC LAND) - アート・ディレクション&デザイン：Koichi Tominuki (Sony Music Communications Inc.) - 撮影：Seishi Takamiya、Teruko Sonehara (Gauss Entertainment "A&R" promoter) | - チーフ・プロモーター：Kouzou Ohotsuki (Gauss Entertainment) - プロモーターズ：Toshiaki Arai/Kimio Hayasaka/Kentaro Tawara/Yukiko Komatsuzawa (Gauss Entertainment) - パッケージ・コーディネーション：Toru Sakakibara, Seihiro Inoue (Gauss Entertainment) - "A" Project Specially Co-ordination：Masao Ishida (In Di Japan) - マネジメント・プロダクティング・オフィス：N.A.P.C. - エグゼクティブ・プロデューサーズ：Yoshihiro Saito (Gauss Entertainment)、Goro Sakurai (In Di Japan) - スペシャル・サンクス：Takashi Sasaki、Ryouko Takagi (TOWERSIDE STUDIO)、MInoru Ikeda (ZERO STUDIO)、Yuko Sawabe (VICTOR STUDIO)、Shigeki Usui (DK Music Publishing Inc.)、Yoshio Gomi、Junichiro Ojima (DK STUDIO)、little BACH STUDIO/CONCEPT/Z's/cubisme、Yukio Kitagami (TMP)/Ichiro Sasaki/Naoki "taro" Suzuki、Satono Danno (SCOOP MUSIC)、Ariya、Hayato Nakamura |

## リリース履歴
| 発売日        | レーベル                         | 規格 | 品番       |
| ------------- | -------------------------------- | ---- | ---------- |
| 1999年12月1日 | THIS ONE                         | CD   | GRCO-3003  |
| 2014年12月3日 | 徳間ジャパンコミュニケーションズ | HQCD | TKCA-10100 |

## 収録作品
- 「幻惑 〜amabile "A"」
  - 『歌姫伝説 〜90's BEST〜』
- 「月の微笑 〜Accoustic Version」
  - 『歌姫伝説 〜90's BEST〜』

## 参照
1. 1 2 3 4 5 6 7 8 9 10 11 12 13 14 15  『will』（12cmCD）中森明菜、THIS ONE、1999年12月1日。GRCO-3003。
2. ↑  “JBOOK:will:中森明菜:CD”.  文教堂. 2011年3月6日閲覧。
3. 1 2  “ｗｉｌｌ 中森明菜のプロフィールならオリコン芸能人事典-ORICON STYLE”.  オリコン. 2012年4月3日閲覧。
4. 1 2 3  “中森明菜 / will [CD][アルバム] - CDJournal.com”.   音楽出版社. 2011年3月6日閲覧。
5. ↑  “スポニチアネックス 芸能 記事”. スポーツニッポン.  スポーツニッポン新聞社 (2002年2月8日). 2002年2月12日時点のオリジナルよりアーカイブ。2012年4月3日閲覧。
6. 1 2 3  『とまどい』（8cmCD）中森明菜、THIS ONE、1998年9月23日。GRDO-14。
7. 1 2 3  『オフェリア』（8cmCD）中森明菜、THIS ONE、1999年1月21日。GRDO-21。
8. 1 2 3  『Trust Me』（8cmCD）中森明菜、THIS ONE、1999年12月1日。GRDO-24。
9. ↑  『SPOON』（12cmCD）中森明菜、THIS ONE、1998年6月17日。GRCO-3001。
10. ↑  『帰省 〜Never Forget〜』（8cmCD）中森明菜、THIS ONE、1998年2月11日。GRDO-10。
11. ↑  『今夜、流れ星』（8cmCD）中森明菜、THIS ONE、1998年5月21日。GRDO-11。
12. 1 2 3  『ウィザードリィ 〜DIMGUIL〜 ORIGINAL SOUND TRACK』（12cmCD）東芝EMI、1999年8月18日。TYCY-10020。
13. 1 2  中森明菜（歌手） (1 December 1999). will (12cmCD). THIS ONE. GRCO-3003.
14. ↑  中森明菜（歌手） (18 August 1999). ウィザードリィ 〜DIMGUIL〜 ORIGINAL SOUND TRACK (12cmCD). 東芝EMI. TYCY-10020.
15. ↑  “【TJC】 会社概要”.  徳間ジャパンコミュニケーションズ. 2005年10月27日時点のオリジナルよりアーカイブ。2012年4月3日閲覧。
16. 1 2  “オフェリア : 中森明菜 - セブンネットのネット通販”.  セブン&アイ・ホールディングス. 2012年7月28日閲覧。
17. ↑  中森明菜（歌手） (1 December 1999). Trust Me (8cmCD). THIS ONE. GRDO-24.